# خاندان پریگان

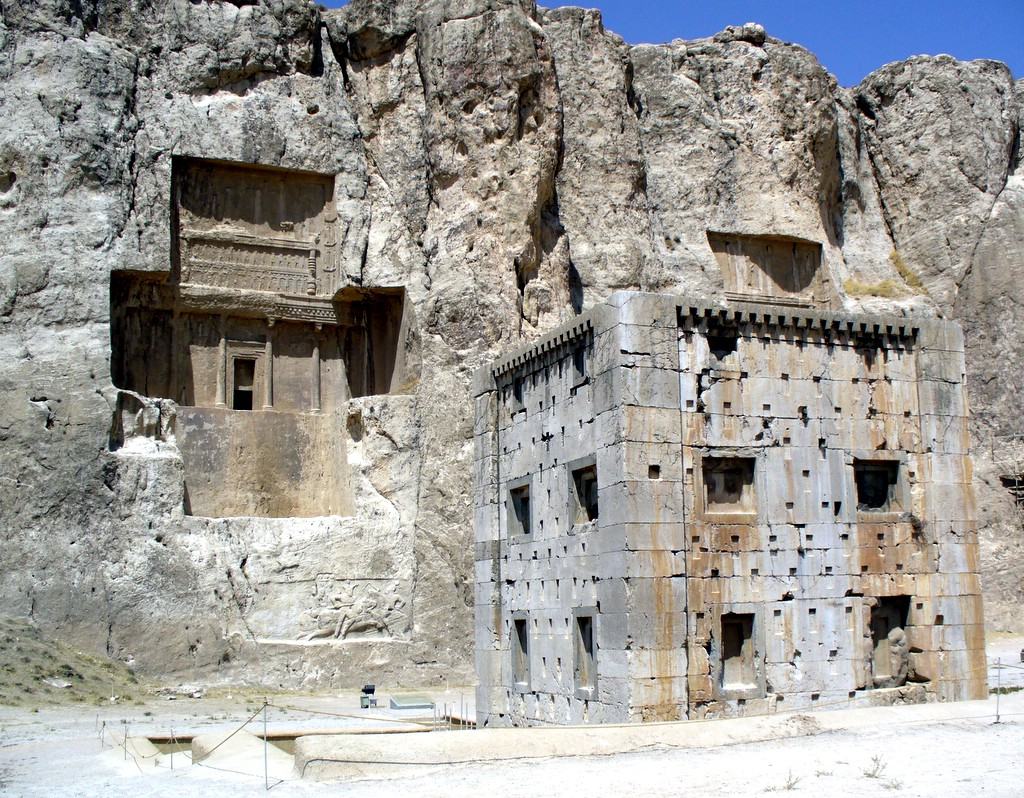
کعبه زرتشت، جایی که سنگ‌نوشته شاپور یکم حک شده‌است

خاندان پریگان یا فرگان (پارسی میانه: Farragān) یکی از خاندان‌های ممتاز ایران ساسانی بود. آن‌ها جزو هفت خاندان ممتاز ساسانی نبودند. به نام این خاندان در سنگ‌نوشته شاپور یکم بر کعبه زرتشت اشاره شده‌است. به گفته این سنگ‌نوشته، آن‌ها میزبان یکی از شاهزادگان به نام ساسان بودند و او را طبق سنت‌های ایرانی تربیت کردند. اگرچه در مورد پریگان‌ها اطلاعات بیشتری در دست نیست، اما این واقعیت که آن‌ها شاهزاده‌ای از خاندان ساسانی را میزبانی کردند و آموزش دادند، نشان می‌دهد که آن‌ها حداقل شایستگی انجام این وظیفه را داشته‌اند.